# Bjeloveška šuma
Bjeloveška šuma ili Beloveška šuma (bjeloruski: Белавежская пушча, poljski: Puszcza Białowieska, ruski: Беловежская пуща) je šumovito područje koje označava granicu između Poljske i Bjelorusije, oko 40 km sjeverno od grada Bresta. To je jedno od posljednjih ostataka nekad dominirajuće prašume koja se protezala cijelom europskom nizinom, od obale Atlantskog oceana do Urala u Rusiji i od Baltika do Crnog mora.
Ovaj prirodni rezervat biosfere je upisan na UNESCO-ov popis mjesta svjetske baštine u Europi zbog iznimno bogate biosfere koja uključuje rijetke životinje poput vuka, lasice, kune, ali i 800 primjeraka europskog bizona koji je ponovno naseljen nakon što je izumro u Europi.

## Nacionalni park Bjeloveška šuma

### Bjeloruski dio (nacionalni park Belavežskaja pušča)
Bjeloruski dio nacionalnog parka ima površinu od 1771 km² (središnja zona 157 km², međuzona od 714 km² i prijelazno područje od 900 km²), od čega je 876 km² UNESCO-ova svjetska baština. Sjedište mu je u Kamieniukiju gdje se nalaze laboratoriji i zoološki vrt gdje su bizoni ponovno uvedeni u park 1929. godine. Tu se nekad autohtone životinje, kao što su: konik (poludivlji konj), divlja svinja, obični jelen i dr., mogu vidjeti u prirodnom okolišu. Tu se također nalazi i mali muzej, restoran, brzogriz i hotel. Hotel je iz sovjetskog doba i danas u jadnom stanju, zbog čega mali broj stranih turista posjećuje ovu atrakciju.

### Poljski dio (Białowieski Park Narodowy)
Poljski dio nacionalnog parka ima veličinu oko 100 km² i u njemu se nalazi Bjeloveško jezero, kompleks zgrada koje su izgradili ruski carevi, posljednji privatni vlasnici šume (od 1888. do 1917. godine). Kompleks se sastoji od hotela, restorana i parkinga, u blizini sela Białowieża koje se nalazi u samom središtu šume. Odavde se organiziraju obilasci za posjetitelje u kočijama ili pješke. Oko 200.000 posjetitelja posjeti ovaj dio parka svake godine.
- Bjeloveška šuma u magli
- Bizon u bijegu
- Bizon u Bjeloveškoj šumi
- Kraljevski hrast
- Hrast Jagelovića iz 15. stoljeća koje je palo 1974. godine

## Vanjske poveznice
- Belovezhskaya Pushcha  Arhivirana inačica izvorne stranice od 12. siječnja 2011. (Wayback Machine)
- Nacionalni park Białowieża
- Fotografije Bjeloveške šume